# Ingra Liberato
Ingra de Souza Liberato (Salvador, 21. rujna 1966.) je brazilska glumica.

## Filmografija

### Televizijske uloge
| Godina | Naslov                             | Uloga                    |
| ------ | ---------------------------------- | ------------------------ |
| 2017.  | Perrengue                          | Paloma Prado             |
| 2012.  | Balacobaco                         | Celina Fortunato Corrêa  |
| 2009.  | Parada 90                          | Teca                     |
| 2005.  | Essas Mulheres                     | Marli Lemos              |
| 2004.  | Segredo                            | Isabel                   |
| 2001.  | O Clone                            | Amina                    |
| 1999.  | Louca Paixão                       | Soninha 38               |
| 1997.  | A Indomada                         | Paraguaia                |
| 1996.  | Você Decide                        | ?                        |
| 1995.  | Decadência                         | Raquel                   |
| 1994.  | Quatro por Quatro                  | Rosa                     |
| 1990.  | A História de Ana Raio E Zé Trovão | Ana Raio / Ana de Nazaré |
| 1990.  | O Canto das Sereias                | Teoxíope                 |
| 1990.  | Pantanal                           | Madeleine                |
| 1989.  | Tieta                              | Mlada Tonha              |
| 1989.  | Pacto de Sangue                    | ?                        |

### Filmske uloge
| Godina | Naslov                                      | Uloga                                                             |
| ------ | ------------------------------------------- | ----------------------------------------------------------------- |
| 2008.  | Sonho Lúcido                                | Doralice / Gesilene / Sueli / Dedeca / Serena / Jurandir / Helena |
| 2007.  | Valsa Para Bruno Stein                      | Valéria                                                           |
| 2005.  | As Vidas de Maria                           | Maria                                                             |
| 2001.  | Sonhos Tropicais                            | Emília                                                            |
| 2001.  | 3 Histórias da Bahia                        | Enviada do Diabo                                                  |
| 2000.  | Eu Não Conhecia Tururu                      | Isabel                                                            |
| 1999.  | Dois Córregos - Verdades Submersas no Tempo | Teresa                                                            |
| 1997.  | O Cangaceiro                                | Olívia                                                            |